# Southern Mallee District Council
Koordinaten: 35° 16′ S, 140° 55′ O

Der District Council of Southern Mallee ist ein lokales Verwaltungsgebiet (LGA) im australischen Bundesstaat South Australia. Das Gebiet ist 5700 km² groß und hat etwa 1980 Einwohner (Stand 2021).
Southern Mallee liegt in den Murray Lands im Osten von South Australia an der Grenze zu Victoria etwa 220 Kilometer östlich der Metropole Adelaide. Das Gebiet beinhaltet neun Ortsteile und Ortschaften: Geranium, Gurrai, Karte, Kulkami, Lameroo, Parilla, Parrakie, Pinnaroo und Wilkawatt. Der Verwaltungssitz des Councils befindet sich in Pinnaroo im Osten der LGA, wo etwa 575 Einwohner leben.

## Verwaltung
Der Council von Southern Mallee hat sieben Mitglieder, die von allen Einwohnern der LGA gewählt werden. Aus dem Kreis der Councillor rekrutiert sich der Vorsitzende und Mayor (Bürgermeister) des Councils.
Vor 2018 hatte Southern Mallee neun Councillor. Außerdem war das Gebiet in Wards aufgeteilt gewesen (Bews und Kelly/Scales Ward, bis 2006 zusätzlich Price-Cotton und Gray Ward). Diese Bezirke waren unabhängig von den Ortschaften festgelegt und stellten unterschiedlich viele Ratsmitglieder.